# 실라 밴드
실라 밴드(Sheila Vand, 1985년 4월 27일 ~ )는 미국의 배우이다.

## 작품 목록
- 위스키 탱고 폭스트롯